# Salil Chowdhury
Salil Chowdhury (Bengalí: সলিল চৌধুরী, devanagari: सलिल चौधरी, 19 de noviembre de 1923 - 5 de septiembre de 1995) fue un director musical, compositor, letrista, escritor y poeta indio que componía predominantemente para películas bengalíes, hindi y malayalam. Compuso música para películas en 13 idiomas; Esto incluye más de 75 películas en hindi, 41 películas en bengalí, alrededor de 27 películas en malayalam y algunas películas en marati, tamil, télugu, canarés, guyaratí, oriya y asamés. Su habilidad musical fue ampliamente reconocida en la industria cinematográfica india. Fue un consumado compositor y arreglista que dominaba varios instrumentos musicales, incluida la flauta, el piano y el esraj. También fue ampliamente aclamado y admirado por su poesía inspiradora y original en bengalí.
La primera película bengalí para la que Chowdhury compuso música fue Paribortan, estrenada en 1949. Mahabharati, estrenada en 1994, fue la última de las 41 películas bengalíes en las que interpretó su música. Sus admiradores lo llaman cariñosamente Salilda.

## Carrera profesional

### Influencias tempranas: niñez y adolescencia
Salil Chowdhury nació el 19 de noviembre de 1923, en un pueblo llamado Ghazipur en lo que hoy es el distrito de 24 Parganas sur en Bengala Occidental. La infancia de Salil transcurrió en la región de jardines de té de Assam. Su padre tenía fama de representar obras de teatro con culíes y otros trabajadores mal pagados de los jardines de té. Desde temprana edad escuchó la colección de música clásica occidental de su padre. Durante la Segunda Guerra Mundial, Chowdhury tuvo la oportunidad de observar de cerca los sufrimientos humanos, el hambre y el problema de los refugiados. Estudió en Harinavi D.V.A.S. High School y luego se graduó del  Colegio Bangabasi, afiliado a la Universidad de Calcuta, y durante este período se formularon sus ideas políticas junto con una madurez considerable en sus ideas musicales.
Cuando era adolescente en la escuela, Chowdhury ya tenía interés en la música y tocaba la flauta, el armonio y el esraj. Aprendió a tocar el piano de su hermano mayor a la edad de 6 años. Una vez en la universidad, también comenzó a componer melodías. Su primera canción popular fue "Becharpoti tomar bichaar " (literalmente, los días del nuevo juicio han llegado porque la gente ahora está despierta), con una melodía de kirtan. Chowdhury la compuso en 1945 durante los juicios del Ejército Nacional Indio cuando los luchadores por la libertad habían regresado de la cárcel de Andaman. Chowdhury se mudó a un pueblo en el distrito de 24 parganas para vivir con sus tíos maternos, cuando fue testigo de un gran levantamiento campesino allí en 1943. Se involucró con ellos y comenzó a escribir canciones para el movimiento campesino. En 1944, mientras estudiaba para su maestría, Chowdhury fue testigo de la muerte de personas en las calles de Kolkata, ya que 50 lakh (5 millones) de bengalíes murieron durante la hambruna. La hambruna fue provocada por el hombre, ya que el arroz local se dirigió al esfuerzo de guerra de Gran Bretaña en el extranjero, lo que provocó escasez, agravada por los comerciantes del mercado negro y los acaparadores. Esto llevó a Chowdhury a involucrarse plenamente en el movimiento campesino y se convirtió en miembro de tiempo completo de la Asociación India de Teatro Popular y del Partido Comunista. Posteriormente, se emitieron órdenes de arresto a su nombre, y pasó a la clandestinidad en los Sunderbans, escondiéndose en arrozales y apoyado por campesinos locales. Durante este tiempo, continuó escribiendo obras de teatro y canciones.
En 1944, un joven Salil llegó a Kolkata para realizar sus estudios de posgrado. Se unió a la IPTA (Asociación India de Teatro Popular), el ramo cultural del Partido Comunista de la India. Comenzó a escribir canciones y a ponerles melodías. El equipo teatral del IPTA viajó por los pueblos y ciudades llevando estas canciones al hombre común. Canciones como Bicharpati, Runner y Abak prithibi se hicieron extremadamente populares entre la población en general en ese tiempo.
Canciones como Gnaayer bodhu (গাঁয়ের বধূ), que compuso a la edad de 20 años, dieron lugar a una nueva ola de música bengalí. Casi todos los cantantes notables de Bengala Occidental en ese momento habían cantado al menos una de sus canciones. Algunos ejemplos son Debabrata Biswas, Manna Dey, Hemanta Mukherjee, Shyamal Mitra, Sandhya Mukherjee, Manabendra Mukherjee, Subir Sen y Pratima Banerjee.

### Carrera cinematográfica

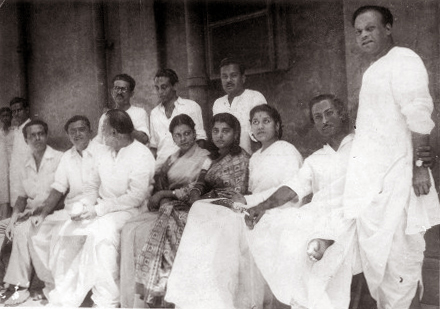
Sentados desde la izquierda: Robin Majumdar, Bhanu Banerjee, Robin Chatterjee, Ila Bose, Bani Ghoshal, Sabita Chowdhury y Salil Chowdhury.
De pie desde la izquierda: V. Balsara, Shyamal Mitra, Montu Bose y Jahar Roy

La primera película bengalí en la que Salil Chowdhury compuso música fue Paribortan, estrenada en 1949. Mahabharati, estrenada en 1994, fue la última de las 41 películas bengalíes en las que interpretó su música.
En una entrevista con All India Radio, Salil Chowdhury describió su llegada a Bombay en 1953 como un "golpe de suerte". Estaba escribiendo el guion de una película bengalí sobre un campesino que fue repudiado de su tierra y se había ido a Kolkata para ganar dinero como tirador de rickshaw. A Hrishikesh Mukherjee, que se enteró por Chowdhury durante una visita a Kolkata, le gustó muchísimo y le sugirió que se la narrara al director Bimal Roy. Roy lo escuchó y le pidió que se reúna con él a la mañana siguiente. Sin embargo, cuando Chowdhury fue a su encuentro al día siguiente, se enteró de que Roy se había apresurado a ir a Bombay por una llamada urgente. Una semana después, recibió un telegrama de Roy que quería convertir su guion en una película. Esto resultó en el debut de Chowdhury en la industria cinematográfica hindi en 1953 como director musical de Do Bigha Zamin (1953). La película se basó en el poema de Tagore del mismo nombre, pero la historia era diferente y fue escrita por el propio Salil Chowdhury. Dirigida por Bimal Roy, esta película llevó su carrera a nuevas alturas cuando se convirtió en la primera película en ganar el premio Filmfare a la mejor película y ganó el premio internacional en el Festival de Cine de Cannes.
Después de trabajar durante unos 20 años en películas bengalíes e hindi, entró en la industria cinematográfica malayalam y, en 1964, compuso música para la película Chemmeen. Luego pasó a componer música para películas en 13 idiomas. Esto incluye más de 75 películas en hindi, 41 películas en bengalí, alrededor de 27 películas en malayalam y algunas películas en marati, tamil, télugu, canarés, guyaratí, oriya y asamés. Cuando se le preguntó acerca de su método, Chowdhury lo describió así: por lo general, le pedía al cineasta que le explicara la situación, luego Chowdhury componía una melodía que se adaptaba al estado de ánimo y el autor de la letra la ponía en palabras. Esta siguió siendo su práctica para la mayoría de sus películas, incluida Madhumati, en la que Shailendra escribió la letra posteriormente.
Durante la Guerra de Liberación de Bangladés de 1971, Chowdhury contribuyó a los programas de Swadhin Bangla Betar Kendra con sede en Kolkata. Su álbum de 1971, Bangla Amar Bangla, estaba destinado a la lucha por la liberación. Más tarde, cuando Chowdhury visitó Bangladés en 1990, recibió la bienvenida de un líder de masas en Dhaka. Chowdhury recibió póstumamente el Muktijoddha Maitreye Samman en 2012.
Como poeta, dramaturgo y cuentista, Salil también dirigió una película Pinjre Ke Panchhi protagonizada por Meena Kumari, Balraj Sahani y Mehmood basada en su propia historia y guion en 1966. Salil Chowdhury fue el fundador del Coro Juvenil de Bombay, el primer Coro Secular de la India en 1958, como su compositor y director. Inspiró a decenas de grupos de coros seculares que se formaron en toda la India formulando un nuevo género de música usando polifonía vocal para música india folclórica y contemporánea.

## Vida personal
Salil Chowdhury se casó con la pintora Jyoti Chowdhury en julio de 1952 en un templo. Tuvo tres hijas con ella: Aloka, Tulika y Lipika. Posteriormente, tuvo un matrimonio de corte con la cantante Sabita Banerjee, con quien tuvo dos hijos, Sukanta y Sanjoy, y dos hijas, Antara y Sanchari. Sanjoy Chowdhury es un exitoso compositor de música y ha compuesto música para más de 100 largometrajes. Sabita Chowdhury fue una cantante legendaria y su hija Antara Chowdhury también es una cantante conocida. Sabita Chowdhury murió el 29 de junio de 2017.

## Legado

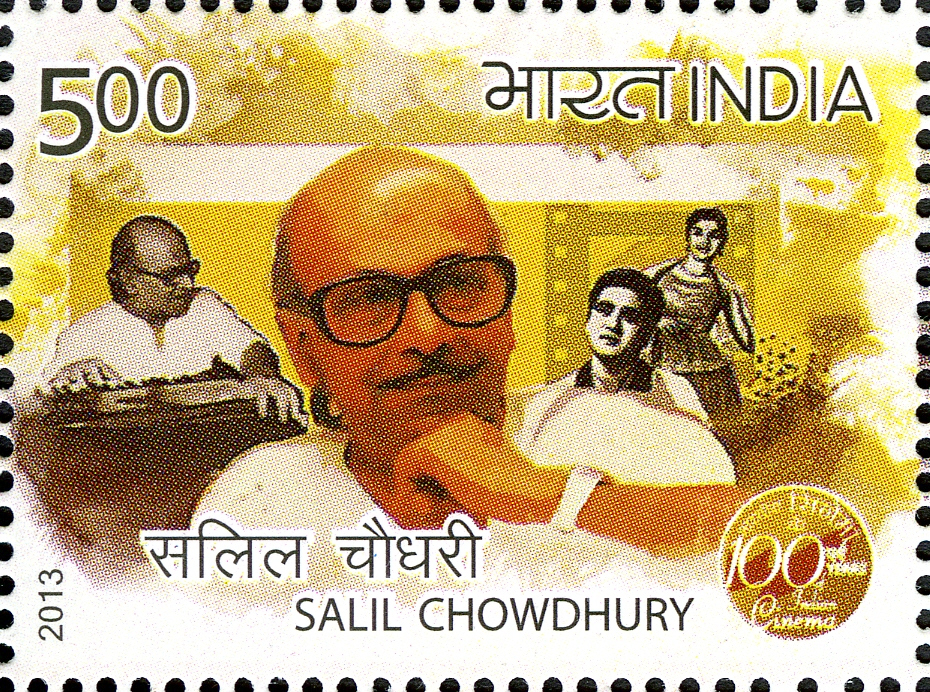
Chowdhury en un sello de India de 2013

- La música de Salil era una mezcla de tradiciones musicales orientales y occidentales. Una vez dijo: "Quiero crear un estilo que trascienda las fronteras, un género que sea enfático y pulido, pero nunca predecible".[6] Incursionó en muchas cosas y era su ambición alcanzar la grandeza en todo lo que hacía.[6] Pero por momentos, su confusión era bastante evidente: “No sé por qué decantarme: poesía, narración, orquestación o composición para cine. Solo trato de ser creativo con lo que se adapta al momento y a mi temperamento", le dijo una vez a un periodista.[6]
- El amor de Salil por la música clásica occidental comenzó cuando era un niño que crecía en un jardín de té de Assam, donde su padre trabajaba como médico. Su padre heredó una gran cantidad de discos clásicos occidentales y un gramófono de un médico irlandés que se marchaba. Mientras Salil escuchaba a Mozart, Beethoven, Chaikovski, Chopin y otros todos los días, su vida diaria estaba rodeada por el sonido del bosque, el canto de los pájaros, el sonido de la flauta y la música folclórica local de Assam.[6] Esto dejó una impresión duradera en el joven Salil. Se convirtió en un flautista autodidacta y su compositor favorito era Mozart. Sus composiciones a menudo usaban melodías populares o melodías basadas en ragas clásicas indias, pero la orquestación era muy occidental en su construcción. Según su hija Antara en una entrevista en el programa de radio Vividhbarati del 19 de noviembre de 2013, el mismo Salil bromeó una vez diciendo que él era Mozart, renacido.
- Salil, siendo un exponente de la composición, incluso sintió el talento de un guitarrista que tocaba en su orquesta y dijo: "Creo que será el mejor compositor de la India".[7] El guitarrista finalmente resultó ser el Maestro Ilaiyaraaja . El padre de A. R Rahman, R. K Shekhar solía dirigir los arreglos de Salil Chowdhury en la música cinematográfica del sur de la India. Rahman dijo una vez que su comprensión musical estuvo muy influenciada por las sesiones musicales dirigidas por Salil Chowdhury.[1]
- "The Salil Chowdhury Foundation of Music, Social Help & Education Trust" fue creada en 2002 por Sabita Chowdhury, esposa, y Antara Chowdhury, hija del difunto compositor, para continuar con el legado y preservar las obras de Salil Chowdhury. En 2015, se establecieron el Concierto y los Honores Conmemorativos de Salil Chowdhury en memoria del Genio para honrar a algunos de los mejores cantantes y músicos indios.[8]

## Filmografía
| Año     | Título                                 | Lenguaje  | Notas                                                                               | Director                                                               |
| ------- | -------------------------------------- | --------- | ----------------------------------------------------------------------------------- | ---------------------------------------------------------------------- |
| 1949    | Poribartan                             | Bengalí   |                                                                                     | Satyen Bose                                                            |
| 1951    | Barjatri                               | Bengalí   |                                                                                     | Satyen Bose                                                            |
| 1952    | Pasher Bari                            | Bengalí   |                                                                                     |                                                                        |
| 1953    | Bansher Kella                          | Bengalí   |                                                                                     |                                                                        |
| 1953    | Bhore hoye elo                         | Bengalí   |                                                                                     |                                                                        |
| 1953    | Do Bigha Zamin                         | Hindi     |                                                                                     | Bimal Roy                                                              |
| 1954    | Biraaj bahu                            | Hindi     |                                                                                     | Bimal Roy                                                              |
| 1954    | Naukari                                | Hindi     |                                                                                     |                                                                        |
| 1954    | Aaj Sondhyay                           | Bengalí   |                                                                                     |                                                                        |
| 1954    | Mohila Mahal                           | Bengalí   |                                                                                     |                                                                        |
| 1955    | Amaanat                                | Hindi     |                                                                                     |                                                                        |
| 1955    | Ek Din Ratre                           | Bengalí   |                                                                                     | Shombhu Mitra y Amit Moitra                                            |
| 1955    | Tangewali                              | Hindi     |                                                                                     |                                                                        |
| 1955    | Rikshawala                             | Bengalí   | Guion escrito por Chowdhury en 1952, usado por Bimal Roy para crear Do Bigha Zameen | Satyen Bose                                                            |
| 1956    | Raat Bhore                             | Bengalí   |                                                                                     | Mrinal Sen                                                             |
| 1956    | Parivar                                | Hindi     |                                                                                     |                                                                        |
| 1956    | Jagte Raho                             | Hindi     |                                                                                     |                                                                        |
| 1956    | Aawaz                                  | Hindi     |                                                                                     |                                                                        |
| 1957    | Apradhi Kaun?                          | Hindi     |                                                                                     |                                                                        |
| 1957    | Ek Gaon Ki Kahani                      | Hindi     |                                                                                     | Dulal Guha                                                             |
| 1957    | Gotoma the Buddha                      | Hindi     | Documental                                                                          |                                                                        |
| 1957    | Lal Batti                              | Hindi     |                                                                                     |                                                                        |
| 1957    | Musafir                                | Hindi     |                                                                                     | Hrishikesh Mukherjee                                                   |
| 1957    | Zamaana                                | Hindi     |                                                                                     |                                                                        |
| 1958    | Bari Theke Paliye                      | Bengalí   |                                                                                     |                                                                        |
| 1958    | Madhumati                              | Hindi     | Ganó – Filmfare Award for Best Music Director                                       | Bimal Roy                                                              |
| 1959    | Heeramoti                              | Hindi     |                                                                                     |                                                                        |
| 1959    | The River                              | Hindi     |                                                                                     |                                                                        |
| 1960    | Jawaahar                               | Hindi     |                                                                                     |                                                                        |
| 1960    | Gangaa                                 | Bengalí   |                                                                                     | Rajen Tarafdar                                                         |
| 1960    | Parakh                                 | Hindi     |                                                                                     |                                                                        |
| 1960    | Honeymoon                              | Hindi     |                                                                                     |                                                                        |
| 1960    | Kanoon                                 | Hindi     | Música cinematográfica                                                              | B. R. Chopra                                                           |
| 1960    | Usne Kaha Tha                          | Hindi     |                                                                                     | Moni Bhattacharjee                                                     |
| 1961    | Rai Bahadur                            | Bengalí   |                                                                                     |                                                                        |
| 1961    | Komol Gandhaar                         | Bengalí   |                                                                                     | Ritwik Ghatak                                                          |
| 1961    | Kabuliwala                             | Hindi     | De la historia de Tagore Kabuliwala en la película bengalí de 1960                  |                                                                        |
| 1961    | Char Diwari                            | Hindi     |                                                                                     |                                                                        |
| 1961    | Chhaya                                 | Hindi     |                                                                                     | Hrishikesh Mukherjee                                                   |
| 1961    | Maya                                   | Hindi     |                                                                                     |                                                                        |
| 1961    | Mem-Didi                               | Hindi     |                                                                                     |                                                                        |
| 1961    | Sapne Suhane                           | Hindi     |                                                                                     |                                                                        |
| 1962    | Half Ticket                            | Hindi     |                                                                                     |                                                                        |
| 1962    | Sunbai                                 | Marati    |                                                                                     |                                                                        |
| 1962    | Jhoola                                 | Hindi     |                                                                                     |                                                                        |
| 1962    | Prem Patra                             | Hindi     | De la película bengalí Sagarika                                                     |                                                                        |
| 1964    | Kinu Goaalaar Goli                     | Bengalí   |                                                                                     |                                                                        |
| 1964    | Ayanaanto                              | Bengalí   |                                                                                     |                                                                        |
| 1964    | Lal Patthar                            | Hindi     | De la película bengalí Lal Pathar                                                   |                                                                        |
| 1965    | Chand Aur Suraj                        | Hindi     |                                                                                     |                                                                        |
| 1965    | Poonam Ki Raat                         | Hindi     |                                                                                     |                                                                        |
| 1966    | Paari                                  | Bengalí   |                                                                                     |                                                                        |
| 1966    | Pinjre Ke Panchhi                      | Hindi     |                                                                                     |                                                                        |
| 1966    | Netaji Subhash Chandra Bose            | Hindi     |                                                                                     |                                                                        |
| 1966    | Jawaab Aayega                          | Hindi     |                                                                                     |                                                                        |
| 1965    | Chemmeen                               | Malayalam |                                                                                     |                                                                        |
| 1968    | Mitti Ka Dev                           | Hindi     |                                                                                     |                                                                        |
| 1968    | Anokhi Raat                            | Hindi     | Música cinematográfica                                                              |                                                                        |
| 1968    | Chehere                                | Hindi     | Serie de televisión                                                                 |                                                                        |
| 1968    | Ezhu Rathrikal                         | Malayalam |                                                                                     |                                                                        |
| 1969    | Ittefaq                                | Hindi     | Música cinematográfica                                                              |                                                                        |
| 1969    | Sara Akash                             | Hindi     | Música cinematográfica                                                              |                                                                        |
| 1970    | Abhayam                                | Malayalam | Música cinematográfica                                                              |                                                                        |
| 1970    | Aparajeyo                              | Assamese  |                                                                                     | CHATURANGA – Phani Talukdar, Munin Bayan, Atul Bardaloi & Gauri Barman |
| 1971    | Anand                                  | Hindi     |                                                                                     | Hrishikesh Mukherjee                                                   |
| 1971    | Samshaya Phala                         | Canarés   | Ganó – Karnataka State Film Award for Best Music Director                           |                                                                        |
| 1971    | Uyir                                   | Tamil     | Música cinematográfica                                                              |                                                                        |
| 1971    | Gehraa Raaz                            | Hindi     |                                                                                     |                                                                        |
| 1971    | Mere Apne                              | Hindi     |                                                                                     |                                                                        |
| 1971    | Ghar Sansaar                           | Gujarati  |                                                                                     |                                                                        |
| 1972    | Marjina Aabdullah                      | Bengali   |                                                                                     |                                                                        |
| 1972    | Raktaakto Banglaa                      | Bengali   |                                                                                     |                                                                        |
| 1972    | Anokha Milan                           | Hindi     |                                                                                     |                                                                        |
| 1972    | Mere Bhaiya                            | Hindi     |                                                                                     |                                                                        |
| 1972    | Sabse Bada Sukh                        | Hindi     |                                                                                     |                                                                        |
| 1972    | Annadata                               | Hindi     |                                                                                     |                                                                        |
| 1972    | Anokha Daan                            | Hindi     |                                                                                     |                                                                        |
| 1973    | Swapnam                                | Malayalam |                                                                                     |                                                                        |
| 1973    | Achanak                                | Hindi     | Música cinematográfica                                                              |                                                                        |
| 1973    | Karumbu                                | Tamil     |                                                                                     |                                                                        |
| 1974    | Nellu                                  | Malayalam |                                                                                     |                                                                        |
| 1974    | Chairman Chalamayya                    | Télugu    |                                                                                     |                                                                        |
| 1974    | Rajnigandha                            | Hindi     |                                                                                     |                                                                        |
| 1975    | Rasaleela                              | Malayalam |                                                                                     |                                                                        |
| 1975    | Sangat                                 | Hindi     |                                                                                     |                                                                        |
| 1975    | Mausam                                 | Hindi     | Música cinematográfica                                                              |                                                                        |
| 1975    | Chhoti Si Baat                         | Hindi     |                                                                                     |                                                                        |
| 1975    | Prateekshaa                            | Malayalam |                                                                                     |                                                                        |
| 1975    | Neela Ponman                           | Malayalam |                                                                                     |                                                                        |
| 1975    | Onde Roopa Eradu Guna                  | Canarés   |                                                                                     |                                                                        |
| 1975    | Raagam                                 | Malayalam |                                                                                     |                                                                        |
| 1975    | Thomasleeha                            | Malayalam |                                                                                     |                                                                        |
| 1976    | Jeevan Jyoti                           | Hindi     |                                                                                     |                                                                        |
| 1976    | Udaan Chhoo                            | Hindi     |                                                                                     |                                                                        |
| 1976    | Thulavarsham                           | Malayalam |                                                                                     |                                                                        |
| 1977    | Kobita                                 | Bengalí   |                                                                                     | Bharat Shamsher                                                        |
| 1977    | Minoo                                  | Hindi     |                                                                                     |                                                                        |
| 1977    | Sister                                 | Bengalí   |                                                                                     |                                                                        |
| 1977    | Mrigayaa                               | Hindi     |                                                                                     |                                                                        |
| 1977    | Anand Mahal                            | Hindi     |                                                                                     |                                                                        |
| 1977    | Aparadhi                               | Malayalam |                                                                                     |                                                                        |
| 1977    | Chinna Ninna Muddaduve                 | Canarés   |                                                                                     |                                                                        |
| 1977    | Dweep                                  | Malayalam | Música cinematográfica                                                              |                                                                        |
| 1977    | Vishukkani                             | Malayalam |                                                                                     |                                                                        |
| 1977    | Kokila                                 | Canarés   |                                                                                     |                                                                        |
| 1978    | Ee Ganam Marakkumo                     | Malayalam |                                                                                     |                                                                        |
| 1978    | Madanolsavam                           | Malayalam |                                                                                     |                                                                        |
| 1978    | Naukri                                 | Hindi     | Música cinematográfica y escritor de historia                                       |                                                                        |
| 1978    | Samayamayilla Polum                    | Malayalam |                                                                                     |                                                                        |
| 1978    | Etho Oru Swapnam                       | Malayalam |                                                                                     |                                                                        |
| 1979    | Jibon Je Rakam                         | Bengalí   |                                                                                     |                                                                        |
| 1979    | Rupaali Soikate                        | Bengalí   |                                                                                     | Alamgir Kabir                                                          |
| 1979    | Srikaanter Will                        | Bengalí   |                                                                                     |                                                                        |
| 1979    | Azhiyadha Kolangal                     | Tamil     |                                                                                     |                                                                        |
| 1979    | Chuvanna Chirakukal                    | Malayalam |                                                                                     |                                                                        |
| 1979    | Kaala Patthar                          | Hindi     | Música cinematográfica                                                              |                                                                        |
| 1979    | Jeena Yahan                            | Hindi     |                                                                                     |                                                                        |
| 1979    | Puthiya Velicham                       | Malayalam |                                                                                     |                                                                        |
| 1980    | Byapika Bidaay                         | Bengalí   |                                                                                     |                                                                        |
| 1980    | Parabesh                               | Bengalí   |                                                                                     |                                                                        |
| 1980    | Antarghaat                             | Bengalí   |                                                                                     |                                                                        |
| 1980    | Air Hostess                            | Malayalam |                                                                                     |                                                                        |
| 1980    | Doorathu Idi Muzhakkam                 | Tamil     |                                                                                     |                                                                        |
| 1981    | Agni Pareeksha                         | Hindi     |                                                                                     |                                                                        |
| 1981    | Akaler Sandhaney (In Search of Famine) | Bengalí   |                                                                                     | Mrinal Sen                                                             |
| 1981    | Chehre Pe Chehra                       | Hindi     | Música cinematográfica                                                              |                                                                        |
| 1981    | Batasi Jhada                           | Oriya     |                                                                                     |                                                                        |
| 1981    | Plot No. 5                             | Hindi     | Música cinematográfica                                                              |                                                                        |
| 1982    | Artap                                  | Bengalí   |                                                                                     |                                                                        |
| 1982    | Anthiveyilile Ponnu                    | Malayalam |                                                                                     |                                                                        |
| 1984    | Kanoon Kya Karega                      | Hindi     | Música cinematográfica                                                              |                                                                        |
| 1984    | Vellam                                 | Malayalam | Música cinematográfica                                                              |                                                                        |
| 1985    | Protiggya                              | Bengalí   |                                                                                     |                                                                        |
| 1985    | Debikaa                                | Bengalí   |                                                                                     |                                                                        |
| 1985    | Mowchor                                | Bengalí   |                                                                                     |                                                                        |
| 1985    | Manas Kanya                            | Asamés    |                                                                                     | Phani Talukdar                                                         |
| 1986    | Jibon                                  | Bengali   |                                                                                     |                                                                        |
| 1987    | Zevar                                  | Hindi     | Música cinematográfica                                                              |                                                                        |
| 1988    | Trishagni                              | Hindi     |                                                                                     |                                                                        |
| 1989    | Swarnatrishaa                          | Bengalí   |                                                                                     |                                                                        |
| 1989    | Aakhri Badla                           | Hindi     |                                                                                     |                                                                        |
| 1989    | Kamla Ki Maut                          | Hindi     | Música cinematográfica                                                              |                                                                        |
| 1990    | Nehru: The Jewel of India              | Hindi     |                                                                                     |                                                                        |
| 1990/91 | Aashrita                               | Bengalí   | Música cinematográfica                                                              |                                                                        |
| 1991    | Haaraaner Naatjamaai                   | Bengalí   |                                                                                     |                                                                        |
| 1991/92 | Thamburan                              | Malayalam |                                                                                     |                                                                        |
| 1991    | Vasthuhara                             | Malayalam |                                                                                     |                                                                        |
| 1994    | Mahabharoti                            | Bengalí   |                                                                                     |                                                                        |
| 1994    | Sei Somoy                              | Bengalí   |                                                                                     |                                                                        |
| 1994    | Triyacharitra                          | Hindi     |                                                                                     |                                                                        |
| 1994    | Swami Vivekananda                      | Hindi     |                                                                                     | G. V. Iyer                                                             |
| 1995    | Thumboli Kadappuram                    | Malayalam |                                                                                     |                                                                        |
| 1985    | Mera Damad                             | Hindi     |                                                                                     |                                                                        |
| 1995    | Agar Aisa Ho Toh                       | Hindi     | Serie de televisión                                                                 |                                                                        |

## Discografía
Lista de algunas canciones para las cuales la música o la letra fueron compuestas por Salil Chowdhury (en orden alfabético):
| Año  | Canción | Cantor                                           | Lenguaje  | Película/álbum                                                      | Letra                       | Música          |
| ---- | --- | ------------------------------------------------ | --------- | ------------------------------------------------------------------- | --------------------------- | --------------- |
| 1955 | Ab machal utha hain dariya | Coro                                             | Hindi     | récord de 78 rpm (N76006)                                           | Govind Munshi               | Salil Chowdhury |
| 1949 | Abujh mon re bol more | Coro                                             | Bangla    | Poribartan                                                          | Bimal Ghosh                 | Salil Chowdhury |
| 1946 | Aage chalo aage chalo | Coro                                             | Bangla    | IPTA                                                                | Salil Chowdhury             | Salil Chowdhury |
| 1958 | Aaja Re Pardesi | Lata Mangeshkar                                  | Hindi     | Madhumati                                                           | Shailendra                  | Salil Chowdhury |
| 1953 | Aaja tu aa | Lata Mangeshkar                                  | Hindi     | Do Bigha Zameen (Historia escrita por Salil Chowdhury "Rikshawala") | Shailendra                  | Salil Chowdhury |
| 1953 | Aajab teri duniya | Md Rafi con coro                                 | Hindi     | Do Bigha Zameen (Historia escrita por Salil Chowdhury "Rikshawala") | Shailendra                  | Salil Chowdhury |
| 1954 | Aaji shunye gagan pothe | –                                                | Bangla    | Mohila Mahal                                                        | Salil Chowdhury             | Salil Chowdhury |
| 1961 | Aakela tujhe jaane na du | Lata                                             | Hindi     | Chaar Deewaari                                                      | Shailendra                  | Salil Chowdhury |
| 1961 | Aankho mein masti sharaab ki | Talat Mahmood                                    | Hindi     | Chhayaa                                                             | Rajinder Krishan            | Salil Chowdhury |
| 1945 | Aalor desh thekey aandhaar paar hoyee | Coro                                             | Bangla    | IPTA                                                                | Salil Chowdhury             | Salil Chowdhury |
| 1953 | Aamar kichhu moner asha [Chale thumak thumak - Hindi (1957) Lata Mangeskar (Ek Gaaon Ki Kahaani]) | Utpala Sen                                       | Bangla    | -                                                                   |                             | Salil Chowdhury |
| 1953 | Aamay kichhu khete dao ma | Mahananda Baul                                   | Bangla    | Bhor Hoye Elo                                                       |                             | Salil Chowdhury |
| 1949 | Aamra kishore dal | Coro                                             | Bangla    | Poribartan                                                          | Bimal Ghosh                 | Salil Chowdhury |
| 1954 | Aarzi hamari | Kishore Kumar                                    | Hindi     | Naukri                                                              | Shailendra                  | Salil Chowdhury |
| 1961 | Aanshu samajhke kyun mujhe | Talat Mahmood                                    | Hindi     | Chhayaa                                                             | Rajinder Krishan            | Salil Chowdhury |
| 1980 | Alaiyendi Kollvom | S. P. Balasubramaniam, P. Susheela               | Tamil     | Doorathu Idi Muzhakkam                                              | Ku. Ma. Balasubramaniam     | Salil Chowdhury |
| 1961 | Ay dil kahan teri manjil | Dwijen Mukherjee & Lata Mangeshkar               | Hindi     | Maya                                                                | Majrooh                     | Salil Chowdhury |
| 1961 | Ay dil kahan teri manjil | Lata Mangeshkar                                  | Hindi     | Maya                                                                | Majrooh                     | Salil Chowdhury |
| 1961 | Ay mere pyaare watan | Manna Dey                                        | Hindi     | Kaabuliwaalaa                                                       | Prem Dhawan, Gulzaar        | Salil Chowdhury |
| 1946 | Ay re o ay re | Coro                                             | Bangla    | IPTA                                                                | Salil Chowdhury             | Salil Chowdhury |
| 1955 | Ay re o paushali batase | Coro                                             | Bangla    | Rikshawala                                                          | Salil Chowdhury             | Salil Chowdhury |
| 1955 | Baa.nki adaayei.n dekhnaa ji dekhnaa | Geeta Dutt                                       | Hindi     | Amaanat                                                             | Shailendra                  | Salil Chowdhury |
| 1957 | Baat koi matlab ki hai zaroor [Jay jay din - Bengali (1967) Biswajit] | Asha Vonsle                                      | Hindi     | Aparadhi Kaun                                                       | Majrooh                     | Salil Chowdhury |
| 1982 | Beeti dino ki sapne [Kayse manaao - Hindi (1961) Mukesh] [Chanchal sonali pakhnay - Bengali (1982) Arundhati] | Arundhati Home Chowdhury                         | Hindi     | Non-Film                                                            | Yogesh                      | Salil Chowdhury |
| 1953 | Bhaai re.. Dharti kahe pukar ke | Lata Manna Chorus                                | Hindi     | Do Bigha Zameen (Historia escrita por Salil Chowdhury "Rikshawala") | Shailendra                  | Salil Chowdhury |
| 1944 | Bhango bhango bhango bhango bhango kaaraa | Chorus                                           | Bangla    | IPTA                                                                | Salil Chowdhury             | Salil Chowdhury |
| 1947 | Bichaarpoti tomaar bichaar korbey jaaraa | Chorus                                           | Bangla    | IPTA                                                                | Salil Chowdhury             | Salil Chowdhury |
| 1954 | Bodhua lagiya basraso sajanu | –                                                | Bangla    | Aaj Sandhyay                                                        | –                           | Salil Chowdhury |
| 1957 | Bole pihu pihu pi papiharaa | Lata Mangeshkar                                  | Hindi     | Ek Gaaon Ki Kahaani                                                 | Shailendra                  | Salil Chowdhury |
| 1956 | Bone noy mone aaj ronger mela | Sandhya Mukhopadhyay                             | Bangla    | Raat Bhore                                                          | Gouriprasanna Mazumdar      | Salil Chowdhury |
| 1954 | Bristi pare tapur tupur | Hiralal Sarkhel                                  | Bangla    | IPTA                                                                | Bhaskar Bose                | Salil Chowdhury |
| 1958 | Chadh Gayo Papi Bichhua | Lata Mangeshkar & Manna Dey                      | Hindi     | Madhumati                                                           | Shailendra                  | Salil Chowdhury |
| 1957 | Chale thumak thumak taare [Amaar kichhu moner aasha - Bengali (1953) Utpala Sen] | Lata Mangeskar                                   | Hindi     | Ek Gaaon Ki Kahaani                                                 | Shailendra                  | Salil Chowdhury |
| 1982 | Chanchal sonali pakhnay [Kayse maano piyawa - Hindi (1961) Mukesh] | Arundhati Home Chowdhury                         | Bangla    | Non-Film                                                            | –                           | Salil Chowdhury |
| 1955 | Chet re moorakh..re moorakh tu kyaa | Asha & Manna Dey                                 | Hindi     | Amaanat                                                             | Shailendra                  | Salil Chowdhury |
| 1955 | Chhal chhal paani hamaari zindagaani | Asha & Manna Dey                                 | Hindi     | Amaanat                                                             | Shailendra                  | Salil Chowdhury |
| 1961 | Chham chham naachata aayee bahaar | Lata Mangeshkar                                  | Hindi     | Chhayaa                                                             | Rajinder Krishan            | Salil Chowdhury |
| 1954 | Chhotasa ghar hoga | Kishorekumar & Shaila Belle                      | Hindi     | Naukri                                                              | Shailendra                  | Salil Chowdhury |
| 1954 | Chhotasa ghar hoga | Hemanta Mukherjee                                | Hindi     | –                                                                   | Shailendra                  | Salil Chowdhury |
| 1957 | Chuk chuk chhaiya chhaiya | Manna Dey, Chorus                                | Hindi     | Lal Batti                                                           | Majrooh                     | Salil Chowdhury |
| 1955 | Dekho tangaa mera nirala | Md. Rafi                                         | Hindi     | Taangewaali                                                         | Prem Dhawan                 | Salil Chowdhury |
| 1957 | Desi kyaa bidesi, goraa bhi kitnaa | Shamshad Begum, Manna Dey                        | Hindi     | Lal Batti                                                           | Majrooh                     | Salil Chowdhury |
| 1946 | Dheu uthchhey karaa tutchhey | Coro                                             | Bangla    | IPTA                                                                | Salil Chowdhury             | Salil Chowdhury |
| 1954 | Dil mera [Na jani re - Bengali (1954) Gayatri Basu] | Shamshad Begam                                   | Hindi     | Biraj Bahoo                                                         | Prem Dhawan                 | Salil Chowdhury |
| 1958 | Dil Tadap Tadap Ke | Mukesh, Lata                                     | Hindi     | Madhumati                                                           | Shailendra                  | Salil Chowdhury |
| 1961 | Dil se dil ki Dor baandhe | Lata, Mukesh                                     | Hindi     | Chhayaa                                                             | Rajinder Krishan            | Salil Chowdhury |
| 1954 | Do matwale do dilwale | Samshad Begum, Chorus                            | Hindi     | Manohar                                                             | V.M.Adil and J.S. Kashyap   | Salil Chowdhury |
| 1954 | Dol gayee dharti | Md Rafi                                          | Hindi     | Biraj Bahoo                                                         | Prem Dhawan                 | Salil Chowdhury |
| 1956 | Dukher simaa naai | Satinath Mukherjee                               | Bangla    | Raat Bhore                                                          | Gouriprasanna Mazumdar      | Salil Chowdhury |
| 1954 | Duru duru duru guru guru guru [Aarzi hamari - Hindi - Kishore] | –                                                | Bangla    | Mohila Mahal                                                        | Salil Chowdhury             | Salil Chowdhury |
| 1956 | E maajhi re | Shyamal Mitra                                    | Bangla    | Raat Bhore                                                          | Gouriprasanna Mazumdar      | Salil Chowdhury |
| 1960 | Ebar Amar Somoy Holo | Madhuri Chattopadhyay                            | Bangla    | Puja Album                                                          |                             | Salil Chowdhury |
| 1956 | Ei duniyay bhai sob i hoy | Manna Dey                                        | Bangla    | Ak Din Raatre                                                       | Salil Chowdhury             | Salil Chowdhury |
| 1954 | Ek chhotisi naukri ka talabgaar hoon | Kishore, Shyamal Mitra, Shankar Dasgupta         | Hindi     | Naukri                                                              | Shailendra                  | Salil Chowdhury |
| 1961 | Gangaa aaye kahaa.n se [Uthaali paathaali amaar buuk (1960) Manna Dey (Ganga)] | Hemant Kumar                                     | Hindi     | Kaabuliwaalaa                                                       | Prem Dhawan, Gulzaar        | Salil Chowdhury |
| 1958 | Ghadi Ghadi Mora Dil Dhadke | Lata Mangeshkar                                  | Hindi     | Madhumati                                                           | Shailendra                  | Salil Chowdhury |
| 1961 | Gori babul ka | Lata, coro                                       | Hindi     | Chaar Deewaari                                                      | Shailendra                  | Salil Chowdhury |
| 1946 | Gowrisringa tulechhe sheer | Coro                                             | Bangla    | IPTA                                                                | Shailendra                  | Salil Chowdhury |
| 1955 | Ghoom Aay Re Aay | Pratima Bandyopadhyay                            | Bangla    | Puja album                                                          | Mangalacharan Chattopadhyay | Salil Chowdhury |
| 1979 | Habuchandra Raja from "Chhotasa ghar hoga" | Antara Chowdhury                                 | Bangla    | –                                                                   | –                           | Salil Chowdhury |
| 1958 | Hai Bichhua Hai Re Hai | Lata Mangeshkar                                  | Hindi     | Madhumati                                                           | Shailendra                  | Salil Chowdhury |
| 1957 | Hain pyaar ke do matwaale | Geeta Dutt,Manna Dey                             | Hindi     | Aparadhi Kaun                                                       | Majrooh                     | Salil Chowdhury |
| 1957 | Hay jhilmil jhilmil ye shaam ke saaye [Shyamameghame - Malayalam (1977) K.J.Yesudas ] | Lata Mangeshkar                                  | Hindi     | Lal Batti                                                           | Majrooh                     | Salil Chowdhury |
| 1957 | Hay koi dekh lega | Lata Mangeskar, Talat Mahmood                    | Hindi     | Ek Gaaon Ki Kahaani                                                 | Shailendra                  | Salil Chowdhury |
| 1955 | Halke halke chalo saa.nware [Unaru Unaru (Malayalam) Movie- Air Hostess (1980) K.J.Yesudas, Vani Jairam] | Lata Mangeskar, Hemant Mukherjee                 | Hindi     | Taangewaali                                                         | Prem Dhawan                 | Salil Chowdhury |
| 1953 | Hariyaala sawaan dhol bajaata aaya [Uru taka taka taghina taghina - Bengali (1944)] | Lata Manna y coro                                | Hindi     | Do Bigha Zameen (Historia escrita por Salil Chowdhury "Rikshawala") | Shailendra                  | Salil Chowdhury |
| 1948 | Hei samaalo dhaan ho, kasteyta dao shaan ho | Coro                                             | Bangla    | IPTA                                                                | Salil Chowdhury             | Salil Chowdhury |
| 1961 | Ho ya qurbaan.. o sabaa kehnaa mere dildaar ko | Mohammed Rafi                                    | Hindi     | Kaabuliwaalaa                                                       | Prem Dhawan, Gulzaar        | Salil Chowdhury |
| 1957 | Holi Hain.... [O kanai paar karo amare - Bengali by Nirmalendu Choudhury] | Lata Mangskar, Manna Dey                         | Hindi     | Ek Gaaon Ki Kahaani                                                 | Shailendra                  | Salil Chowdhury |
| 1958 | Hum Haal-e-Dil Sunaenge | Mubarak Begum                                    | Hindi     | Madhumati                                                           | Shailendra                  | Salil Chowdhury |
| 1961 | Hum to ghar mein choolha phoonke | Lata, Mahendra Kapoor,chorus                     | Hindi     | Memdidi                                                             | Shailendra                  | Salil Chowdhury |
| 1961 | Humko samajh baiThi hai, ye duniyaa [Ei duniyay bhai sob i hoy - Bengali (1956) Manna dey (Ek Din Raatre)] | Mukesh                                           | Hindi     | Chaar Deewaari                                                      | Shailendra                  | Salil Chowdhury |
| 1980 | Indro Manam kalangi | K. J. Yesudas                                    | Tamil     | Doorathu Idi Muzhakkam                                              | Ku. Ma. Balasubramaniam     | Salil Chowdhuri |
| 1961 | Itnaa na mujhse tu pyaar baDhaa inspired by Mozart's Symphony number 40 in G minor | Lata Mangeshkar, Talat Mahmood                   | Hindi     | Chhayaa                                                             | Rajinder Krishan            | Salil Chowdhury |
| 1959 | Jaa re ure jare pakhi | Lata Mangeshkar                                  | Bangla    | Puja Album                                                          | Salil Chowdhury             | Salil Chowdhury |
| 1961 | Jaa re ur jare panchhi | Lata Mangeshkar                                  | Hindi     | Maya                                                                | Majrooh                     | Salil Chowdhury |
| 1956 | Jaago mohan pritam | Lata Mangeshkar                                  | Hindi     | Ak Din Raatre                                                       | Salil Chowdhury             | Salil Chowdhury |
| 1955 | Jab tumne mohabaat chheen lee | Asha Bhonsle                                     | Hindi     | Amaanat                                                             | Shailendra                  | Salil Chowdhury |
| 1952 | Jhir jhir jhir jhiir jhiri barosa | Dhananjay Bhattacharya                           | Bangla    | Pasher Bari                                                         | Salil Chowdhury             | Salil Chowdhury |
| 1954 | Jhoom re | Geeta Dutta                                      | Hindi     | Naukri                                                              | Shailendra                  | Salil Chowdhury |
| 1957 | jhoome re neela ambar jhoome | Talat Mahmood                                    | Hindi     | Ek Gaaon Ki Kahaani                                                 | Shailendra                  | Salil Chowdhury |
| 1961 | Jhuk jhuk jhuk jhoom ghaTaa aayee re | Lata                                             | Hindi     | Chaar Deewaari                                                      | Shailendra                  | Salil Chowdhury |
| 1954 | Jibano mono charane tomar | Gayatri Basu                                     | Bangla    | Aaj Sandhyay                                                        | Salil Chowdhury             | Salil Chowdhury |
| 1958 | Jungle Mein Mor Naacha | Md Rafi                                          | Hindi     | Madhumati                                                           | Shailendra                  | Salil Chowdhury |
| 1961 | Kaabuliwaalaa.. nanhi munni kyo.n kumhalaaya | Hemant, Usha, Sabita Chowdhury, Ranu Mukherj     | Hindi     | Kaabuliwaalaa                                                       | Prem Dhawan, Gulzaar        | Salil Chowdhury |
| 1958 | Kaancha Le Kanchi Lai Lajo | Asha Bhonsle, Sabita Chowdhury & Ghulam Mohammad | Hindi     | Madhumati                                                           | Shailendra                  | Salil Chowdhury |
| 1957 | Kaanha khubDa langDa loolaa, buDDhaa | Asha Bhonsle                                     | Hindi     | Ek Gaaon Ki Kahaani                                                 | Shailendra                  | Salil Chowdhury |
| 1944 | Karaar duaar bhaango bhaango oikker bajra kothin hathey | Coro                                             | Bangla    | IPTA                                                                | Salil Chowdhury             | Salil Chowdhury |
| 1995 | Kaathil Thenmazhayaay | K.J Yesudas                                      | Malayalam | Thumboli Kadappuram                                                 | O.N.V Kurupp                | Salil Chowdhury |
| 1961 | Kayse maano piyawaa | Mukesh                                           | Hindi     | Chaar Deewaari                                                      | Shailendra                  | Salil Chowdhury |
| 1953 | Ke jaabi ay | Geeta Mukherjee                                  | Bangla    | Bhor Hoye Elo                                                       |                             | Salil Chowdhury |
| 1961 | Ki je kori, durey jetey hoi taai [Aanshu samajhke kyun mujhe (1961) Talat Mahmood] | Lata Mangeshkar                                  | Bangla    | -                                                                   |                             | Salil Chowdhury |
| 1952 | Klaanti naame go | Dwijen Mukherjee                                 | Bengali   | -                                                                   | -                           | Salil Chowdhury |
| 1957 | Koi dekhe to kahey tujhko | Asha Vonsle                                      | Hindi     | Aparadhi Kaun                                                       | Majrooh                     | Salil Chowdhury |
| 1961 | Koi sone ki dil wala | Md Rafi                                          | Hindi     | Maya                                                                | Majrooh                     | Salil Chowdhury |
| 1957 | Kyaa se kyaa ho gayaa re | Nirmalendu Chowdhury, y coro                     | Hindi     | Lal Batti                                                           | Majrooh                     | Salil Chowdhury |
| 1956 | Lo se wai wai | Sandhya Mukherjee y otros                        | Hindi     | Ak Din Raatre                                                       | Shailendra                  | Salil Chowdhury |
| 1954 | Maajhi re chal naiya, raam karega paar | Nirmalendu Chowdhury                             | Hindi     | Biraj Bahoo                                                         | Prem Dhawan                 | Salil Chowdhury |
| 1954 | Maharaja jaago ji | Asha Bhonsle & coro                              | Hindi     | Manohar                                                             | V.M.Adil and J.S. Kashyap   | Salil Chowdhury |
| 1955 | Mai.n lut gayee duniyaa waalo.n | Lata Mangeskar                                   | Hindi     | Taangewaali                                                         | Prem Dhawan                 | Salil Chowdhury |
| 1954 | Meghe meghe rim jhim | Alpana Banerjee                                  | Bangla    | Aaj Sandhyay                                                        | Anil Chatterjee             | Salil Chowdhury |
| 1957 | Mera dil dil dil dil dil laa... | Asha Vonsle                                      | Hindi     | Aparadhi Kaun                                                       | Majrooh                     | Salil Chowdhury |
| 1954 | Mere man bhula bhula kahe dole | Hemanta Mukherjee                                | Hindi     | Biraj Bahoo                                                         | Prem Dhawan                 | Salil Chowdhury |
| 1955 | Meri wafaaei.n tumhaari jafaaei.n | Asha Bhonsle                                     | Hindi     | Amaanat                                                             | Shailendra                  | Salil Chowdhury |
| 1954 | Na jani re [Dil mera - Hindi (1954) by Shamshad Begam in Biraj Bahu] | Gayatri Basu                                     | Bangla    | Aaj Sandhyay                                                        | Salil Chowdhury             | Salil Chowdhury |
| 1959 | Na jeo na | Lata Mangeshkar                                  | Bangla    | Puja Album                                                          | Salil Chowdhury             | Salil Chowdhury |
| 1959 | Naach re dharti ke pyaare (bangla version: Aay re o pousaali bataasey | –                                                | Hindi     | Heera Moti                                                          | Shailendra                  | Salil Chowdhury |
| 1961 | Nind pari lori gaayi [Prantorer gaan - Bengali (1953) Utpala Sen | Lata Manggeskar                                  | Hindi     | Chaar Deewaari                                                      | Shailendra                  | Salil Chowdhury |
| 1960 | Nijere Haraye KhNuji | Madhuri Chattopadhyay                            | Bangla    | Puja Album                                                          |                             | Salil Chowdhury |
| 1948 | Nondito nondito desh aamaar | Geeta Mukherjee & Salil Chowdhury                | Bangla    | IPTA                                                                | Salil Chowdhury             | Salil Chowdhury |
| 1947 | Nobaaruno raage raange re | Coro                                             | Bangla    | IPTA                                                                | Salil Chowdhury             | Salil Chowdhury |
| 1955 | Nao Gaan Bhore Naoy | Pratima Bandyopadhyay                            | Bangla    | Puja álbum                                                          | Salil Chowdhury             | Salil Chowdhury |
| 1959 | O banshi hay | Lata Mangeshkar                                  | Bangla    | Puja Album                                                          | Salil Chowdhury             | Salil Chowdhury |
| 1955 | O jab se milee.n to se ankhiyaa.n [Dola o dola - Bengali] | Geeta Dutt & Hemant Mukherjee                    | Hindi     | Amaanat                                                             | Shailendra                  | Salil Chowdhury |
| 1954 | O man re | Lata Mangeshkar                                  | Hindi     | Naukri                                                              | Shailendra                  | Salil Chowdhury |
| 1960 | O sajna barkha bahar ayi | Lata Mangeshkar                                  | Hindi     | Parakh                                                              | Shailendra                  | Salil Chowdhury |
| 1954 | Om namo namo | Hemanta Mukherjee                                | Hindi     | Biraj Bahoo                                                         | Prem Dhawan                 | Salil Chowdhury |
| 1980 | Onnam kunnin from "chhotasa ghar hoga" | K.J.Yesudas                                      | Malayalam | Air Hostess                                                         | ONV Kurup                   | Salil Chowdhury |
| 1960 | Ogo ar kichu to nai | Lata Mangeshkar                                  | Bangla    | Puja Album                                                          | Salil Chowdhury             | Salil Chowdhury |
| 1954 | Patthar se badle huye | –                                                | Hindi     | Mohila Mahal                                                        | Salil Chowdhury             | Salil Chowdhury |
| 1961 | Phir ekbar kaho | Dwijen Mukherjee & Lata Mangeshkar               | Hindi     | Maya                                                                | Majrooh                     | Salil Chowdhury |
| 1957 | Phir wohi dard hai phir wohi jigar | Manna Dey                                        | Hindi     | Aparadhi Kaun                                                       | Majrooh                     | Salil Chowdhury |
| 1953 | Prantorer gaan [Neend pari lori gaaye - Hindi (1961) Lata Mangeskar (Chaardeewaari)] | Utpala Sen                                       | Bangla    | -                                                                   |                             | Salil Chowdhury |
| 1977 | Ponnushassin [Jhuk jhuk jhuk - Hindi (1961) Lata; Monobinaay akhoni boojhi - Bengali (1962) Sabita] | P. Jayachandran                                  | Malayalam | Vishukkani                                                          | SreeKumaran Thampi          | Salil Chowdhury |
| 1951 | Puntimachh dangay uithya foot katey | Tarja Gaan                                       | Bangla    | Barjatri                                                            | Gurudas Pal                 | Salil Chowdhury |
| 1957 | Raat ne kyaa kyaa khwaab dikhaaye | Talat Mahmood                                    | Hindi     | Ek Gaaon Ki Kahaani                                                 | Shailendra                  | Salil Chowdhury |
| 1956 | Rim jhim jhim | Sandhya Mukhopadhyay                             | Bangla    | Raat Bhore                                                          | Gouriprasanna Mazumdar      | Salil Chowdhury |
| 1955 | Rimjhim jhim jhim badarvaa barse [Jhir jhir jhir jhiir jhiri barosa (Bengali) Movie- Pasher Bari (1952) Dhananjoy Bhattyacharya] [Jil jil jil (Malayalam) Movie- Puthiya Velicham (1979) Jayachandran, P.Susheela] | Lata Mangeskar                                   | Hindi     | Taangewaali                                                         | Prem Dhawan                 | Salil Chowdhury |
| 1951 | Roop nagarer pothik ogo | Supriti Ghosh                                    | Bangla    | Barjatri                                                            | Bimal Ghosh                 | Salil Chowdhury |
| 1961 | Sanam tu chal | Md Rafi                                          | Hindi     | Maya                                                                | Majrooh                     | Salil Chowdhury |
| 1956 | Se gaan ami jai je bhule | Sandhya Mukherjee                                | Bangla    | Ak Din Raatre                                                       | Salil Chowdhury             | Salil Chowdhury |
| 1980 | Sevvali Poove | P. Susheela                                      | Tamil     | Doorathu Idi Muzhakkam                                              | Ku. Ma. Balasubramaniam     | Salil Chowdhury |
| 1954 | Shyam re | Hemanta Mukherjee                                | Hindi     | Biraj Bahoo                                                         | Prem Dhawan                 | Salil Chowdhury |
| 1952 | Shyamal baroni ogo kanya [Aankhon mein masti sharaab ki - Hindi (1961) Talat Mahmood (Chhaya) ] | Dwijen Mukherjee                                 | Bengali   | -                                                                   | -                           | Salil Chowdhury |
| 1951 | Shimul shimul shimulti | Bharati Basu                                     | Bangla    | Barjatri                                                            | Salil Chowdhury             | Salil Chowdhury |
| 1955 | Siaram Siaram (Hindi) | Dhananjay Bhattacharya y coro                    | Bangla    | Rikshawala                                                          | Govind Munshi               | Salil Chowdhury |
| 1958 | Suhana Safar Aur Yeh Mausam | Mukesh                                           | Hindi     | Madhumati                                                           | Shailendra                  | Salil Chowdhury |
| 1954 | Taare udaas | Gayatri Basu                                     | Hindi     | Aaj Sandhyay                                                        | Prem Dhawan                 | Salil Chowdhury |
| 1958 | Tan Jale Man Jalta Rahe | Dwijen Mukherjee                                 | Hindi     | Madhumati                                                           | Shailendra                  | Salil Chowdhury |
| 1961 | Tasbeer teri dil me | Lata Mangeshkar & Md Rafi                        | Hindi     | Maya                                                                | Majrooh                     | Salil Chowdhury |
| 1954 | Tera ghar aabad rahe | Lata & Shyamal Mitra                             | Hindi     | Biraj Bahoo                                                         | Prem Dhawan                 | Salil Chowdhury |
| 1955 | Tere nayno ne | Lata y Md. Rafi                                  | Hindi     | Taangewaali                                                         | Prem Dhawan                 | Salil Chowdhury |
| 1954 | Tomra kebal moner sukhe | –                                                | Bangla    | Mohila Mahal                                                        | Salil Chowdhury             | Salil Chowdhury |
| 1958 | Toote Huye Khwabon Ne | Md Rafi                                          | Hindi     | Madhumati                                                           | Shailendra                  | Salil Chowdhury |
| 1954 | Tore tokka tokka tore | –                                                | Bangla    | Mohila Mahal                                                        | Salil Chowdhury             | Salil Chowdhury |
| 1980 | Ullam Ellam Thalladuthe | K. J. Yesudas & S. Janaki                        | Tamil     | Doorathu Idi Muzhakkam                                              | Ku. Ma. Balasubramaniam     | Salil Chowdhury |
| 1944 | Uru taka taka taghina taghina [Hariyaali sawaan dhol bajaata aaya - Hindi - Do Bigha Zameen] | Chorus                                           | Bangla    | IPTA                                                                | Salil Chowdhury             | Salil Chowdhury |
| 1960 | Uthaali paathaali amaar buuk | Manna Dey                                        | Bangla    | Ganga                                                               | Salil Chowdhury             | Salil Chowdhury |
| 1960 | Ye banshi kiun gay | Lata Mangeshkar                                  | Hindi     | Parakh                                                              | Shailendra                  | Salil Chowdhury |
| 1961 | Ye kahde hum insaan nahi | Md. Rafi                                         | Hindi     | Chhayaa                                                             | Rajinder Krishan            | Salil Chowdhury |
| 1961 | Zadu daale hai | Asha Bhosle & coro                               | Hindi     | Maya                                                                | Majrooh                     | Salil Chowdhury |
| 1961 | Zindegi hai kya | Md Rafi                                          | Hindi     | Maya                                                                | Majrooh                     | Salil Chowdhury |
| 1958 | Zulmi Sang Aankh Ladi | Lata Mangeshkar                                  | Hindi     | Madhumati                                                           | Shailendra                  | Salil Chowdhury |

IPTA: Asociación India de Teatro Popular

## Premios y reconocimientos
1953 – Do Bigha Zamin
Una película hindi dirigida por Bimal Roy basada en una historia en bengalí "Rikshawalaa" escrita por Salil Chowdhury.
1st Filmfare Awards (1954) Ganador - Mejor película ; Ganador – Mejor Director – Bimal Roy;
Primer Premio Nacional de Cine (India) Ganador - Certificado de Mérito de All India a la Mejor Película
7.º Festival de Cine de Cannes (1954) Ganador – Prix International (Premio Internacional) Nominado – Gran Premio (Mejor Película)
Festival Internacional de Cine de Karlovy Vary Ganador - Premio al Progreso Social
1965 – Chemmeen
Una película en malayalam dirigida por Ramu Kariat, basada en una novela del mismo nombre escrita por el reconocido escritor Thakazhy Shivshankar Pillai, donde la dirección musical estuvo a cargo de Salil Chowdhury.
Destinatario de la medalla de oro del presidente en 1965.
1958 – Madhumati
Recibió el premio Filmfare al mejor director musical junto con otros ocho premios Filmfare Madhumati ganó los premios nacionales de cine a la mejor película en hindi
La Uttar Pradesh Film Patrakar Sangh Puraskar en 1966 por su única película de dirección hindi 'Pinjre Ke Panchhi'
Premio al periodista de Bengal Films, Kolkata en 1973.
El Allauddin Smriti Puraskar en 1985 del Gobierno de Bengala Occidental.
1988 - Salil Chowdhury recibió el premio académico Sangeet Natak.
El premio Maharashtra Gaurav Puraskar en 1990.
A título póstumo, el gobierno de Bangladés le otorgó el premio Mukti Judhho Maitreyi Samman en 2012.